# Boophis lichenoides
Espèce
Statut de conservation UICN

 LC  : Préoccupation mineure
Boophis lichenoides est une espèce d'amphibiens de la famille des Mantellidae.

## Répartition
Cette espèce est endémique de Madagascar. Elle se rencontre entre 50 et 900 m d'altitude dans l'est de l'île,.

## Étymologie
Son nom d'espèce, du grec leichén, « lichen », et oides, « ressemblant, en forme de... », lui a été donné en raison de son apparence.

## Publication originale
- Vallan, Glaw, Andreone & Cadle, 1998 : A new treefrog species of the genus Boophis (Anura: Ranidae: Rhacophorinae) with dermal fringes from Madagascar. Amphibia-Reptilia, vol. 19, p. 357-368 (texte intégral).